# 世界アーチェリー連盟
世界アーチェリー連盟（せかいアーチェリーれんめい、World Archery、World Archery Federation、略称：WA）はアーチェリーの国際競技連盟で、世界156の国内競技連盟が加盟（2016年現在）。本部はスイスのローザンヌ。旧称国際アーチェリー連盟（フランス語: Fédération Internationale de Tir à l'Arc、略称:FITA）。

## 歴史
1931年、ポーランドのワルシャワでフランス、チェコスロバキア、スウェーデン、ポーランド、アメリカ、ハンガリー、イタリアの7カ国で結成。
FITAは1931年の設立当初からアーチェリー世界選手権を開催、1972年にはオリンピック競技を実施している。また、アーチェリー・ワールドカップの運営も行なう。
2011年7月の総会で国際的認知度を高めるため、フランス語表記から英語表記の「World Archery Federation（略称：WA）」に変更を決定。これに伴い日本語表記も「世界アーチェリー連盟」となった。
2012年4月1日に、正式に「世界アーチェリー連盟」と名称が変更された。

## 脚註
1. ↑  英語表記で名称変更…アーチェリー スポーツ報知 2012年4月3日閲覧

## 外部サイト
- World Archery（英語）